# フィーバーギャラクシー
フィーバーギャラクシーは、1995年4月にSANKYOが発売した、宇宙戦争をイメージしたパチンコ機のシリーズ名。
フィーバーギャラクシーSPとCRフィーバーギャラクシー γの2機種がある。

## 概要
液晶型のデジパチ。デモ画面と大当たり中にはフィーバーガールズのイメージキャラクターであるオーロラ5人娘の元メンバー、千葉麗子が実写で登場する。
確変中に止め打ちをすることによって出玉を増やす、という攻略法が存在した。

## スペック
- フィーバーギャラクシーSP
  - 賞球数 7&15
  - 大当たり最高継続 16R
  - 大当たり確率 1/244
- CRフィーバーギャラクシー γ
  - 賞球数 7&15
  - 大当たり最高継続 R16
  - 大当たり確率 1/353

## 図柄
- 0~9
- イカ
- カニ
- ロボット
- 宇宙人
- タコ

## 演出
確率変動機能、特定絵柄変動機能を搭載しており、機種によって仕様が違う。
フィーバーギャラクシーSPは「3」、「5」、「7」、「イカ」、「タコ」のいずれかで大当たりすると次回大当たりまで確率が上がる。しかし、ラウンド数は12ラウンドまで、非確変なら16ラウンドまでである。
CRフィーバーギャラクシーγは「3」、「5」、「7」、「カニ」のいずれかの図柄で大当たりすると、以降2回大当たりするまで確率が上がる。

## サウンドトラック
- 『ザ・パチンコ・ミュージック・フロム SANKYO SPECIAL 愛のパチパチロック』キングレコード、1996年2月21日。KICA-1173。
  - BGMが収録されている。